# John Robinson (piłkarz)
John Robert Campbell Robinson (ur. 29 sierpnia 1971 w Bulawayo) – walijski piłkarz zimbabwejskiego pochodzenia występujący na pozycji pomocnika, 30-krotny reprezentant Walii.

## Kariera klubowa
Wychowanek klubu Brighton & Hove Albion z którym w 1989 roku podpisał pierwszy profesjonalny kontrakt. W latach 1989–1992 występował w jego barwach w Division Two. We wrześniu 1992 roku za kwotę 75.000 funtów został kupiony przez Charlton Athletic. Z klubem tym związany był przez znaczną część kariery zawodniczej. Rozegrał w jego barwach 332 ligowe spotkania i spędził 4 sezony na poziomie Premier League (1998/99, 2000/01, 2001/02 i 2002/03). Latem 2003 roku przeniósł się na zasadzie wolnego transferu do Cardiff City (Division One), gdzie rozegrał 42 spotkania. W październiku 2004 roku podpisał trwający 3 miesiące kontrakt z Gillingham FC. Powodem zmiany klubu była chęć bycia bliżej chorej matki. W 2005 roku występował w Crawley Town i Lewes FC, w barwach którego zakończył karierę piłkarską.

## Kariera reprezentacyjna
Robinson występował w reprezentacji Walii U-21, dla której rozegrał 16 spotkań i zdobył 3 bramki.
15 listopada 1995 roku zadebiutował w seniorskiej reprezentacji Walii w zremisowanym 1:1 meczu przeciwko Albanii w ramach eliminacji EURO 1996. Ogółem w latach 1995-2002 rozegrał w drużynie narodowej 30 spotkań i zdobył 3 bramki w meczach przeciwko San Marino (1996), Białorusi (1998) i Katarowi (2000). W 2002 roku z powodów osobistych zrezygnował w gry w kadrze.

## Życie prywatne
Urodził się w Bulawayo w Rodezji jako syn Walijczyka Roberta Robinsona i Rodezyjki Edelie Campbell. Część dzieciństwa spędził w Durbanie (Południowa Afryka) by ostatecznie jako nastolatek osiąść z rodziną w Sussex w Anglii. Jego rodzice zdecydowali się na zamieszkanie w Europie, aby umożliwić mu rozpoczęcie profesjonalnych treningów piłkarskich. Po zakończeniu kariery zawodniczej Robinson przeprowadził się do Stanów Zjednoczonych i zajął się skautingiem.